# Fire on Earth
Fire on Earth – ósmy album studyjny holenderskiego duetu Laserdance, wydany 18 lutego 1994. Kompozytorem wszystkich utworów był Michiel van der Kuy. Płyta kontynuowała klasyczny styl grupy, nie wnosząc nic nowego do wypracowanego na poprzednich płytach schematu. Jedyną różnicą wobec poprzednich albumów była obecność aż trzech wolniejszych utworów balladowych.

## Spis utworów
1. "Under Fire" – 5:17
2. "Pirates of the Dark" – 5:27
3. "The Asphyx" – 5:29
4. "No Man's Land" – 5:48
5. "Everlasting Dream" – 5:20
6. "Entering the Darkness" – 5:00
7. "Fire on Earth" – 6:02
8. "Forgotten Zone" – 5:06
9. "No Pressure" – 5:12
10. "Silent Running" – 5:15
11. "Fire on Earth" /remix/ – 6:31

## Instrumentarium
- Roland JX-10
- Roland Juno-60
- Roland Juno-106
- Roland MSQ-100
- Roland TR-808
- Yamaha FB-01
- Yamaha REV 500
- Akai MPC 60
- Korg DVP-1 Digital Voice Processor
- Korg M1
- Korg Polysix
- Korg Monotron Delay
- LinnDrum LM2
- Oberheim OB-Xa
- E-mu Emax
- Ensoniq ESQ-1

## Autorstwo utworów
Według informacji na okładce, autorami wszystkich utworów byli obaj członkowie Laserdance. Michiel van der Kuy twierdzi, że Erik van Vliet nigdy nie pełnił w zespole funkcji ani kompozytora, ani wykonawcy. Będąc producentem wykonawczym, van Vliet kupił prawa autorskie od prawdziwego autora i dzięki temu mógł umieścić swoje nazwisko przy kompozycjach, których nigdy nie stworzył.